# Velia (zoologia)

## Velia
Velia Latreille, 1804 è un genere di Emitteri Eterotteri acquatici appartenente alla famiglia Veliidae, comprendente circa 40 specie viventi conosciute